# Zenerjeve karte

Zenerjeve karte so karte, ki se uporabljajo za izvajanje eksperimentov izvenčutnega zaznavanja (ESP). Karte je zasnoval t. i. zaznavni psiholog Karl Zener (1903–1964) v zgodnjih tridesetih letih 20. stoletja, z namenom izvajanja eksperimentov, ki jih je izvajal s svojim kolegom, t. i. parapsihologom J. B. Rhineom (1895–1980). Eksperimenti s temi kartami so danes ovrženi, delovanja pa v novih eksperimentih ne uspejo doseči. 

## Pregled
Zenerjve karte so komplet 25 kart, po pet kart vsakega simbola. Pet simbolov je: prazen krog, znak plus, tri navpične valovite črte, prazen kvadrat in prazna petkraka zvezda. Uporabljajo se za testiranje ESP.
Pri testiranu ESP izvajalec eksperimenta vzame karto in premešanega kupa, pogleda simbol in zapiše odgovor testirane osebe, ki naj bi uganila, kateri od petih simbolov je na kartici. Izvajalec eksperimenta nadaljuje, dokler ni porabil vseh kart v paketu. Ta metoda se je pojavila tudi v filmu Izganjalci duhov iz leta 1984.
Obstaja več možnosti za slabo izvedbo poskusa. Slabo mešanje lahko olajša napovedovanje vrstnega reda kart v kompletu  , simboli kart bi lahko bili ob močni svetlobi zaznavni iz hrbtne strani, karte bi tudi lahko bile nehote ali namerno označene ali spremenjene. J. B. Rhine je v svojih poskusih karte najprej mešal ročno, kasneje pa se je odločil za 
Rhineovi poskusi z Zenerjevimi kartami so bili diskreditirani bodisi zaradi t. i. čutilnega uhajanja, bodisi goljufanja ali obojega. Slednje je vključevalo preiskovanca, ki je lahko prebral simbole iz rahlih vdolbin na hrbtni strani kart in je lahko videl in slišal izvajalca eksperimenta, kar je preiskovancu omogočilo, da je opazil izraze obraza in vzorce dihanja.
Ko je Rhine kot odgovor na kritike njegovih metod, v eksperimentih sprejel previdnostne ukrepe, ni več bilo testiranih oseb z visoko sposobnostjo ugibanja kart.

## Statistična razlaga
Rezultati številnih testov z uporabo Zenerjevih kartic ustrezajo tipični normalni porazdelitvi.
Verjetnost, ko deluje naključje, napove naslednje rezultate testa, ko test vsebuje 25 vprašanj s petimi možnimi odgovori:
- Večina ljudi (79 %) bo pravilno uganila med 3 in 7 vprašanj.
- Verjetnost pravilno ugotoviti vsaj 8 vprašanj je 10,9 % (v skupini 25 vprašanj torej lahko po naključju pričakujemo več takih rezultatov).
- Verjetnost pravilno ugotoviti vsaj 15 vprašanj je približno 1 proti 90.000.
- Verjetnost pravilno ugotoviti med 20 in 25 vprašanj je približno 1 proti 5 milijardam.
- Verjetnost pravilno ugotoviti vseh 25 vprašanj je (.2)25 = 3.355 × 10−18, ali približno 1 na 300 kvadrilijonov.[10]

Namesto, da bi parapsihologi zgornje rezultate, torej nedelovanje ESP, sprejeli, so za razlago neuspelih eksperimentov izumili številne post-hoc konstrukcije, na primer:
1. Učinek nadnaravnega-izvajalca: vpliv lastnih nadnaravnih sposobnosti nekaterih izvajalcev eksperimenta, ali pomanjkanje le-teh, naj bi pozitivno ali negativno vplivale na rezultate.
2. Učinek ovca-koza: tisti, ki verujejo v nadnaravne pojave bolj verjetno poročajo o pozitivnih rezultatih eksperimentov.
3. Manjkajoči učinek nadnaravnega: kartica je obrnjena, ko rezultati statistično pomembno odstopajo v smeri, ki ni predvidena.
4. Učinek upadanja: regresija proti povprečju v času je vzeta kot lastnost nadnaravnega, namesto kot statistična možnost.